# Afili Aşk
Afili Aşk – turecki serial telewizyjny z gatunku komedii romantycznej, który miał swoją premierę 12 czerwca 2019 roku na tureckim kanale Kanal D, a w głównych rolach występują Burcu Özberk i Çağlar Ertuğrul. W 2020 roku serial zdobył nagrodę Altın Kelebek (Złoty motyl) dla najlepszego serialu komediowo-romantycznego.

## Fabuła
Ayse, młoda dziewczyna ze skromnej rodziny, wobec której postawiono pewne oskarżenia, jest zmuszona wziąć ślub z bogatym i przystojnym Keremem.

## Obsada
| Aktor              | Rola                    |
| ------------------ | ----------------------- |
| Çağlar Ertuğrul    | Kerem Yiğiter           |
| Burcu Özberk       | Ayşe Özkayalı / Yiğiter |
| Altan Erkekli      | Muhsin Yiğiter          |
| Benian Dönmez      | Melahat Özkayalı        |
| Neşe Baykent       | Yelda Yiğiter           |
| Taner Rumeli       | Rıza Özkayalı           |
| Uğur Uzunel        | Erkut Özkayalı          |
| Serkay Tütüncü     | Volkan Çekerek          |
| Asena Tuğal        | Hülya Yiğiter           |
| Ozan Dağğez        | Samet Yiğiter           |
| Zeynep Tuğçe Bayat | Ceyda Aran              |
| Yılmaz Kunt        | Berk Koçar              |
| Güzide Arslan      | Gonca Durmaz            |
| Beril Pozam        | Nazmiye Özkayalı        |
| Umutcan Ütebay     | Sabri Horoz             |
| Vural Ceylan       | Kadir Horoz             |
| Banu İnan          | Nermin Horoz            |
| Hira Su Yıldız     | Buse Özkayalı           |